# Йоган Джуру
Йога́н Дано́н Джуру́-Гбаджере́ (фр. Johan Danon Djourou-Gbadjere; нар. 18 січня 1987 року, Абіджан, Кот-д'Івуар) — швейцарський футболіст івуарійського походження. Захисник збірної Швейцарії та німецького клубу «Гамбург». Спортсмен року Швейцарії в номінації «відкриття року» (2006).

## Клубна кар'єра

### Ранні роки
Джуру народився в місті Абіджан, Кот-д'Івуар, в сім'ї івуарійських батьків Йоахіма і Анжеліни, і пізніше був усиновлений першою дружиною свого батька по імені Даніеле, жінкою з Швейцарії. Вони переїхали до Женеви, коли Йогану було 17 місяців. Грати у футбол Джуру почав у віці 13 років, а в 2002 році він приєднався до місцевого швейцарському клубу під назвою «Етуаль Каруж», тоді ще граючи на позиції півзахисника. Через рік Джуру підписав професійний контракт з лондонським «Арсеналом». Він також був присутній у складі збірної Швейцарії до 19 років, яка дісталася до стадії півфіналу на юнацькому Євро-2004.

### «Арсенал»
Йоган Джуру дебютував за «Арсенал» у виграному «канонірами» з рахунком 3:1 матчі Кубка ліги з «Евертоном», вийшовши на заміну на 89-й хвилині. А свій перший повний матч за основну команду швейцарець провів 14 січня 2006 року, граючи центрального захисника в парі з іншим швейцарцем, Філіпом Сендеросом, де його команда здобула розгромну перемогу над «Мідлсбро» з рахунком 7:0.
В лютому 2006 року Джуру грав у матчах Прем'єр-ліги проти «Вест Гем Юнайтед», «Бірмінгем Сіті» та «Болтон Вондерерз». У квітні 2006 року він вийшов на заміну в матчі з «Астон Віллою» замість травмованого Еммануеля Ебуе і допоміг своїй команді здобути перемогу з рахунком 5:0. Потім Йоган взяв участь у матчі з «Портсмутом», в якому повернувся в склад досвідчений захисник Сол Кемпбелл. Швейцарським захисником зацікавилися декілька італійських клубів, однак після закінчення чемпіонату світу 2006 року Джуру підписав шестирічний контракт з «Арсеналом».
Джуру грав у передсезонних матчах першого Emirates Cup і взяв участь у переможних для його команди матчах з міланським «Інтернаціонале» і французьким «Парі Сен-Жерменом».

### Оренда в «Бірмінгем Сіті»
10 серпня 2007 року Йоган Джуру на правах оренди підписав п'ятимісячний контракт з «Бірмінгем Сіті». Він дебютував за нову команду вже через два дні, в матчі з лондонським «Челсі», де бірмінгемці програли 3:2. В останньому матчі в складі «синіх» Джуру відзначився відмінним вкиданням з ауту, завдяки якому Ніколя Анелька зміг забити гол. Головний тренер «Бірмінгема» Алекс Макліш хотів залишити швейцарця в команді, однак Джуру повернувся в «Арсенал», будучи заміною Коло Туре і Алексу Сонгу, що були в розташуванні збірної і брали участь у Кубку африканських націй 2008 року.

### Повернення в «Арсенал»
У травні 2008 року Джуру заявив, що буде допомагати партнеру Сеску Фабрегасу у півзахисті після відходу Матьє Фламіні у «Мілан» і що він може забезпечити фізичну наявність того, чого «Арсеналу» не вистачало після відходу Патріка Вієйра у 2005 році. Швейцарець був першим вибором Арсена Венгера серед захисників резервного складу після відходу Філіпа Сендероса в «Мілан» на рік на правах оренди. У вересні Джуру підписав новий довгостроковий контракт з клубом.

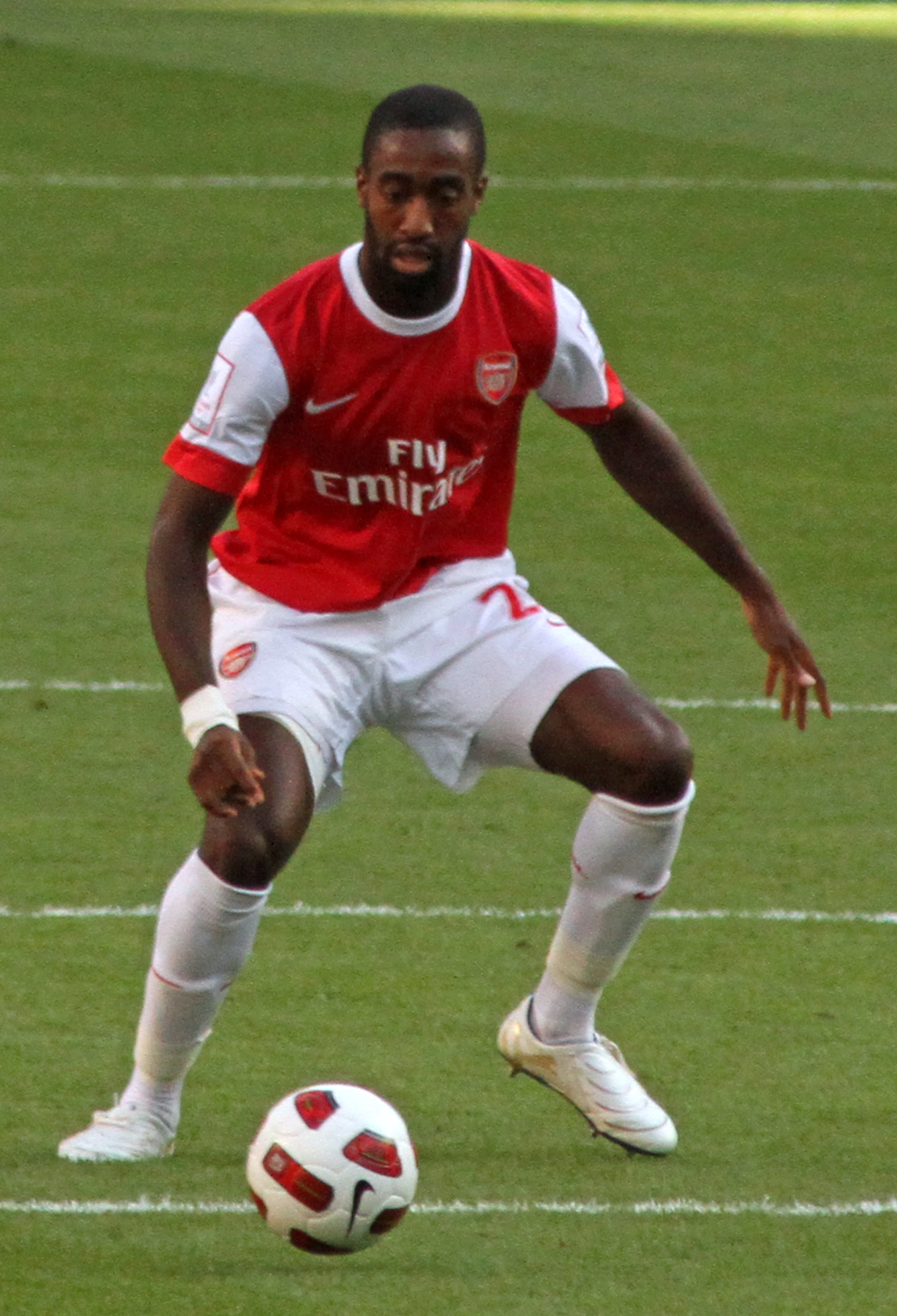
Йоган Джуру під час виступів за «Арсенал». 2010 рік.

Після відходу Коло Туре у «Манчестер Сіті», у Джуру з'явився шанс пробитися в стартовий склад команди, проте 11 квітня 2009 року в матчі Прем'єр-ліги проти «Віган Атлетік» Йоган отримав травму коліна, через яку йому потрібна була операція. Згодом Джуру пропустив більше року, повернувшись до складу лише в кінці наступного сезону, вийшовши на заміну в матчі з «Фулгемом», в якому «гармаші» забили чотири м'ячі. Це був єдиний матч швейцарця в сезоні 2009/10.
Внаслідок травми Томаса Вермаелена на початку сезону 2010/11 Джуру отримав більше можливостей зіграти. Йоган став основним центральним захисником, граючи у всіх восьми матчах у січні 2011 року, протягом яких «Арсенал» не пропустив жодного голу у Прем'єр-лізі. 5 лютого 2011 року в матчі проти «Ньюкасл Юнайтед» (4:4) після передачі Андрія Аршавіна забив свій перший гол у Прем'єр-лізі. 27 лютого 2011 року Джуру розпочав і відіграв усі 90 хвилин разом із Лораном Косельні у фіналі кубка Ліги 2011 року проти «Бірмінгем Сіті» на стадіоні «Вемблі», але лондонці поступились 1:2. Загалом до кінця сезону 2010/11 Джуру зіграв у загальній складності 37 матчів за «Арсенал» у всіх змаганнях.
На початку нового сезону 2011/12 Джуру продовжував бути основним центрбеком і 28 серпня 2011 року зіграв у центрі захисту «Арсеналу», який серйозно послабився травмами у матчі з «Манчестер Юнайтед» на «Олд Траффорд». «Арсенал» програв 8:2, зазнавши найбільшу поразку з 1896 року — 115-річний рекорд. Через три дні «Арсенал» оголосив про підписання досвідченого німецького захисника Пера Мертезакера з «Вердера», і Джуру став отримувати менше ігрового часу. Втім у лютому 2012 року Йоган підписав новий трирічний контракт з лондонцями до літа 2015 року. Загалом до кінця сезону 2011/12 він зіграв лише 19 матчів за «Арсенал», а з наступного сезону взагалі грав лише у матчі Кубка Ліги.

### Оренда в «Ганновер 96» і «Гамбург»
6 січня 2013 року Йоган на правах оренди до кінця сезону перейшов в німецький клуб «Ганновер 96». До кінця сезону швейцарець зіграв за клуб 14 матчів у Бундеслізі.
2 липня 2013 року Джуру був орендований німецьким «Гамбургом» з правом подальшого викупу після 20 зіграних матчів за клуб. Влітку 2014 року «динозаври» викупили Йогана у лондонського «Арсеналу». Сума трансферу склала близько 3 млн євро. 

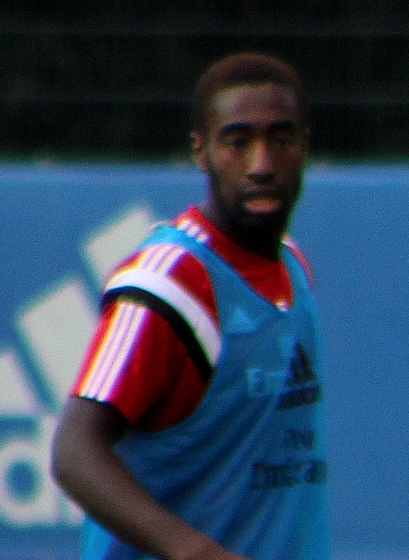
Йоган Джуру у складі «Гамбурга». 2014 рік.

У сезоні 2014/15 Джуру був основним гравцем і пропустив лише дві гри в лізі. У сезоні 2015/16 він став капітаном після уходу Рафаеля ван дер Варта. У домашньому матчі проти «Штутгарта» (3:2) у другому турі сезону 2015/16 Джуру забив свій перший гол в Бундеслізі на 89-й хвилині. У листопаді 2016 року тренер команди Маркус Гісдоль призначив новим капітаном команди японця Готоку Сакаї. А після зимової перерви Джуру також втратив і своє місце на полі після приходу Кіріакоса Пападопулоса і Мергіма Маврая, що відтепер складали основу центру захисту. На початку травня 2017 року Джуру разом з Набілом Бауї та Аштоном Гетцем були виключені зі складу першої команди на останні три тури чемпіонати для збереження прописку у Бундеслізі. По завершенні сезону, за результатами якого гамбургцям таки вдалося врятуватись від вильоту, Джуру покинув клуб.

### «Антальяспор»
7 серпня 2017 року підписав дворічний контракт з турецьким . Станом на 18 червня 2018 року відіграв за команду з Анталії 18 матчів в національному чемпіонаті.

## Кар'єра в збірній
Протягом 2005–2006 років залучався до складу молодіжної збірної Швейцарії. На молодіжному рівні зіграв у 5 офіційних матчах.
1 березня 2006 року дебютував в офіційних іграх у складі національної збірної Швейцарії у матчі проти збірної Шотландії, вийшовши на заміну і звично граючи в парі з партнером по «Арсеналу» Філіпом Сендеросом. Того ж року Йоан був включений до складу збірної на чемпіонат світу 2006 року у Німеччині, незважаючи на те, що він не брав участь в жодному матчі відбіркового циклу. Йоан був третім захисником збірної після Сендероса з «Арсеналу» і Патріка Мюллера з «Ліона», але він зіграв у матчах групового етапу з Францією (0:0) і Південною Кореєю (2:0), а потім вийшов у стартовому складі в 1/8 фіналу проти збірної України, проте отримав травму і був замінений ще в першому таймі, а швейцарці поступились у серії пенальті і покинули турнір.
Через рік Джуру поїхав на домашній чемпіонат Європи 2008 року в Австрії та Швейцарії, де не виходив на поле, а в квітні 2009 року отримав важку травму коліна, яка вивела його з ладу більше, ніж на рік. В результаті Йоган втратив місце у збірній Швейцарії і не поїхав на чемпіонат світу 2010 року у ПАР.
До збірної повернувся лише у листопаді 2010 року і зіграв у кількох матчах невдалої кваліфікації на Євро-2012, а у травні 2014 року був включений до заявки збірної на наступний чемпіонат світу у Бразилії. На цьому турнірі зіграв у всіх чотирьох матчах своєї збірної. Так само був основним і зіграв у всіх чотирьох іграх і на наступному чемпіонаті Європи 2016 року у Франції.
У травні 2018 року потрапив у заявку на третій для себе чемпіонат світу 2018 року у Росії.

## Статистика виступів

### Статистика клубних виступів
| Сезон               | Команда             | Чемпіонат           | Чемпіонат | Чемпіонат | Національний кубок | Національний кубок | Національний кубок | Єврокубки | Єврокубки | Єврокубки | Інші змагання | Інші змагання | Інші змагання | Усього | Усього |
| Сезон               | Команда             | Ліга                | Ігор      | Голів     | Ліга               | Ігор               | Голів              | Ліга      | Ігор      | Голів     | Ліга          | Ігор          | Голів         | Ігор   | Голів  |
| ------------------- | ------------------- | ------------------- | --------- | --------- | ------------------ | ------------------ | ------------------ | --------- | --------- | --------- | ------------- | ------------- | ------------- | ------ | ------ |
| 2002–03             | «Етуаль Каруж»      | 1Л (III)            | 10        | 1         | КШ                 | 0                  | 0                  | -         | -         | -         | -             | -             | -             | 10     | 1      |
| 2003–04             | «Арсенал»           | ПЛ                  | 0         | 0         | КА+КЛ              | 0+0                | 0                  | ЛЧ        | 0         | 0         | -             | -             | -             | 0      | 0      |
| 2004–05             | «Арсенал»           | ПЛ                  | 0         | 0         | КА+КЛ              | 0+3                | 0                  | ЛЧ        | 0         | 0         | -             | -             | -             | 3      | 0      |
| 2005–06             | «Арсенал»           | ПЛ                  | 7         | 0         | КА+КЛ              | 2+3                | 0                  | ЛЧ        | 0         | 0         | -             | -             | -             | 12     | 0      |
| 2006–07             | «Арсенал»           | ПЛ                  | 21        | 0         | КА+КЛ              | 1+3                | 0                  | ЛЧ        | 5         | 0         | -             | -             | -             | 30     | 0      |
| 2007–08             | «Бірмінгем Сіті»    | ПЛ                  | 13        | 0         | КА+КЛ              | 0+0                | 0                  | -         | -         | -         | -             | -             | -             | 13     | 0      |
| 2007–08             | «Арсенал»           | ПЛ                  | 2         | 0         | КА+КЛ              | 0+1                | 0                  | ЛЧ        | 0         | 0         | -             | -             | -             | 3      | 0      |
| 2008–09             | «Арсенал»           | ПЛ                  | 15        | 0         | КА+КЛ              | 4+2                | 0                  | ЛЧ        | 8         | 0         | -             | -             | -             | 29     | 0      |
| 2009–10             | «Арсенал»           | ПЛ                  | 1         | 0         | КА+КЛ              | 0+0                | 0                  | ЛЧ        | 0         | 0         | -             | -             | -             | 1      | 0      |
| 2010–11             | «Арсенал»           | ПЛ                  | 22        | 1         | КА+КЛ              | 3+6                | 0                  | ЛЧ        | 6         | 0         | -             | -             | -             | 37     | 1      |
| 2011–12             | «Арсенал»           | ПЛ                  | 18        | 0         | КА+КЛ              | 1+2                | 0                  | ЛЧ        | 6         | 0         | -             | -             | -             | 27     | 0      |
| 2012–13             | «Арсенал»           | ПЛ                  | 0         | 0         | КА+КЛ              | 0+2                | 0                  | ЛЧ        | 0         | 0         | -             | -             | -             | 2      | 0      |
| Усього за «Арсенал» | Усього за «Арсенал» | Усього за «Арсенал» | 86        | 1         |                    | 33                 | 0                  |           | 25        | 0         |               | -             | -             | 144    | 1      |
| 2012–13             | «Ганновер 96»       | БЛ                  | 14        | 0         | КН                 | 0                  | 0                  | ЛЄ        | 2         | 0         | -             | -             | -             | 16     | 0      |
| 2013–14             | «Гамбург»           | БЛ                  | 22+2      | 0         | КН                 | 2                  | 0                  | -         | -         | -         | -             | -             | -             | 26     | 0      |
| 2014–15             | «Гамбург»           | БЛ                  | 32+2      | 0         | КН                 | 2                  | 0                  | -         | -         | -         | -             | -             | -             | 36     | 0      |
| Усього за «Гамбург» | Усього за «Гамбург» | Усього за «Гамбург» | 54+4      | 0         |                    | 4                  | 0                  |           | -         | -         |               | -             | -             | 62     | 0      |
| Усього за кар'єру   | Усього за кар'єру   | Усього за кар'єру   | 177+4     | 2+0       |                    | 37                 | 0                  |           | 27        | 0         |               | -             | -             | 245    | 2      |

## Досягнення
- Володар Кубка Англії (1):

«Арсенал»: 2004–05
- Володар Суперкубка Англії (1):

«Арсенал»: 2004